# Sympycnus rutiloides
Sympycnus rutiloides är en tvåvingeart som beskrevs av Jennifer L. Hollis 1964. Sympycnus rutiloides ingår i släktet Sympycnus och familjen styltflugor. Inga underarter finns listade i Catalogue of Life.